# Enemion hallii
Enemion hallii är en ranunkelväxtart som först beskrevs av Asa Gray, och fick sitt nu gällande namn av James Ramsay Drummond och Hutchinson. Enemion hallii ingår i släktet Enemion och familjen ranunkelväxter. Inga underarter finns listade i Catalogue of Life.